# Arsenura aspasia
Arsenura aspasia is een vlinder uit de onderfamilie Arsenurinae van de familie nachtpauwogen (Saturniidae).
De wetenschappelijke naam van de soort is voor het eerst geldig gepubliceerd door Gottlieb August Wilhelm Herrich-Schäffer in 1853.